# TRIGA
TRIGAは、米国のゼネラル・アトミックス社が設計・製造する小型の研究用原子炉の名称である。TRIGAは頭字語で「Training（教育・訓練）、Research（研究）、Isotopes（アイソトープ）、General Atomics」の意。TRIGAの設計チームはフリーマン・ダイソンが率いていた。研究炉として米国のみならず世界各国で利用されている。

## 概要

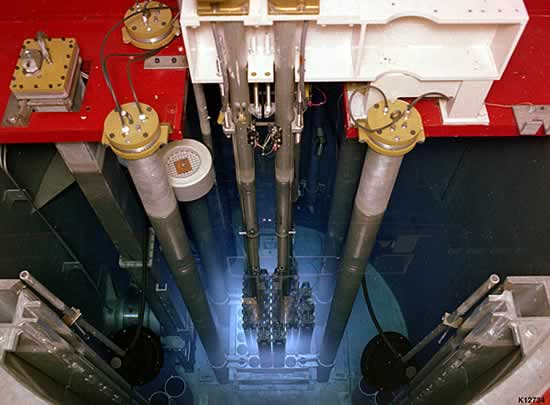
TRIGA原子炉の炉心。燃料棒からのチェレンコフ放射光によって炉心を明瞭に見て取ることができる。撮影者と炉心は軽水によって十分に遮蔽されており、放射線の影響を受けない。

TRIGAはスイミングプール（・オープン）型原子炉で縦6.5m、横8m、高さ6.7mの六角形の水タンク内に直径、高さとも35.6cmの炉心を沈めており幅2mのタンク周辺はコンクリートによる分厚い生体遮蔽となっている。上部遮蔽は水のみで上から炉心を直接見ることができる。このため特別な原子炉建屋を設けずとも建設でき、学生教育、企業での研究、非破壊試験、アイソトープの生産などを目的とする学術団体や大学によって運用されるために設計されている。
TRIGA原子炉は20%の濃縮ウランと水素化されたジルコニウム（ジルコニウムハイドライド）の合金 (UZrH) からなる固体均質燃料を用いて負の反応度温度係数を持つ設計となっている。すなわち炉心の温度が上昇すると核分裂が減って温度が下がる。それはつまりメルトダウンの発生が物理的に不可能であることを意味する。
初期のTRIGA原子炉は高濃縮ウラン燃料を使用する様に設計されていたが、1978年に米国エネルギー省が低濃縮ウラン燃料への転換をうながす研究炉のウラン濃縮度減少プログラムを開始した。TRIGA原子炉のプロトタイプ (TRIGA MarkI) は1958年5月3日にサンディエゴで承認されて、1997年に閉鎖されるまで運用された。それは米国原子力学会によって原子力開発史上のランドマークと称された。
この後TRIGAはMarkII、MarkIII、および他のバリエーションが設計されて製造された。米国内では35基のTRIGA原子炉が設置された。さらに35基のTRIGA原子炉が米国外に設置されている。
米国外の35基のTRIGA原子炉は1953年にドワイト・アイゼンハワー大統領が発表した、米国の勢力範囲内の国々へ核物理学へのアクセス拡張を促す政策「平和のための原子力」(Atoms for Peace) によって設置が促進された。その結果、TRIGA原子炉はオーストリア、ブラジル、コンゴ民主共和国、メキシコ、イラン、イタリア、日本、スロベニア、ベトナムといった様々な国に設置されている。
日本では立教大学原子力研究所が横須賀市御幸浜に最大熱出力100kWのTRIGA MarkIIを研究炉RUR（初臨界は1961年12月8日）として導入した。また武蔵工業大学（現東京都市大学）原子力研究所が川崎市麻生区に出力100kWのTRIGA MarkIIを研究炉MITRR（初臨界は1963年1月30日）として導入した。両研究炉とも周辺が宅地化されたこともあって、RURは2001年12月に運転を停止して廃止措置準備に移行、MITRRも2004年1月に解体届を提出し、いずれも廃止に向けた作業が行われている。
ゼネラル・アトミックス社とフランスのフラマトム社の子会社であるCERCA社の合弁事業である「TRIGA International」は1996年に設立された。それ以来、TRIGAの燃料集合体はフランスのRomansにあるCERCA社のプラントで製造されている。
ゼネラル・アトミックス社はTRIGA原子炉をモロッコ、ルーマニア、タイにも新設している。
研究炉の供給におけるゼネラル・アトミックス社の主要な競争相手はフランスのフラマトム社とドイツのシーメンス社である。